# Marie-Louise Roulleaux Dugage
Marie-Louise Roulleaux Dugage, ook bekend onder het pseudoniem Jean de Sologne, (Argentan, 21 november 1812 – Parijs, 3 april 1877) was een Frans beeldhouwster. Ze maakte het officiële borstbeeld van keizer Napoleon III. Ze heeft omstreeks 1863-1864 in Den Haag gewerkt en portretten gemaakt van de koninklijke familie.